# Cybianthus
Cybianthus är ett släkte av viveväxter. Cybianthus ingår i familjen viveväxter.

## Dottertaxa tillCybianthus, i alfabetisk ordning[1]
- Cybianthus agostinianus
- Cybianthus albescens
- Cybianthus alpestris
- Cybianthus amplus
- Cybianthus anthuriophyllus
- Cybianthus antillanus
- Cybianthus apiculatus
- Cybianthus bahiensis
- Cybianthus barbosae
- Cybianthus barrosoanus
- Cybianthus baruanus
- Cybianthus blanchetii
- Cybianthus boissieri
- Cybianthus breweri
- Cybianthus brownii
- Cybianthus buchtienii
- Cybianthus candamoensis
- Cybianthus caracasanus
- Cybianthus cardonae
- Cybianthus cenepensis
- Cybianthus chamaephyta
- Cybianthus cogolloi
- Cybianthus collinus
- Cybianthus colombianus
- Cybianthus comperuvianus
- Cybianthus coriaceus
- Cybianthus coronatus
- Cybianthus costaricanus
- Cybianthus croatii
- Cybianthus crotonoides
- Cybianthus cruegeri
- Cybianthus cuatrecasasii
- Cybianthus cuspidatus
- Cybianthus cuyabensis
- Cybianthus cyclopetalus
- Cybianthus deltatus
- Cybianthus densicomus
- Cybianthus densiflorus
- Cybianthus detergens
- Cybianthus duidae
- Cybianthus dussii
- Cybianthus fabiolae
- Cybianthus fendleri
- Cybianthus flavovirens
- Cybianthus fosteri
- Cybianthus frigidicola
- Cybianthus froelichii
- Cybianthus fulvopulverulentus
- Cybianthus fuscus
- Cybianthus gardneri
- Cybianthus gigantophyllus
- Cybianthus glaber
- Cybianthus glabrus
- Cybianthus glaucus
- Cybianthus glomerulatus
- Cybianthus goudotianus
- Cybianthus goyazensis
- Cybianthus gracillimus
- Cybianthus grandezii
- Cybianthus grandifolius
- Cybianthus granulosus
- Cybianthus guyanensis
- Cybianthus hoehnei
- Cybianthus holstii
- Cybianthus huampamiensis
- Cybianthus huberi
- Cybianthus humilis
- Cybianthus idroboi
- Cybianthus incognitus
- Cybianthus indecorus
- Cybianthus itacolomyensis
- Cybianthus iteoides
- Cybianthus jajiensis
- Cybianthus jaramilloi
- Cybianthus jensonii
- Cybianthus julianii
- Cybianthus kayapii
- Cybianthus klotzschii
- Cybianthus laetus
- Cybianthus lanceolatus
- Cybianthus larensis
- Cybianthus laurifolius
- Cybianthus lawrencei
- Cybianthus lepidotus
- Cybianthus leprieurii
- Cybianthus liesneri
- Cybianthus lineatus
- Cybianthus llanorum
- Cybianthus longifolius
- Cybianthus magnus
- Cybianthus maguirei
- Cybianthus marginatus
- Cybianthus membranaceus
- Cybianthus microbotrys
- Cybianthus minutiflorus
- Cybianthus montanus
- Cybianthus multicostatus
- Cybianthus multidenticulatus
- Cybianthus nanayensis
- Cybianthus nemophilus
- Cybianthus nemoralis
- Cybianthus nestorii
- Cybianthus nevadensis
- Cybianthus oblongifolius
- Cybianthus obovatus
- Cybianthus occigranatensis
- Cybianthus pakaraimae
- Cybianthus parasiticus
- Cybianthus parvifolius
- Cybianthus pastensis
- Cybianthus penduliflorus
- Cybianthus perseoides
- Cybianthus peruvianus
- Cybianthus piresii
- Cybianthus plowmanii
- Cybianthus poeppigii
- Cybianthus potiaei
- Cybianthus prevostiae
- Cybianthus prieurii
- Cybianthus pseudolongifolius
- Cybianthus psychotriifolius
- Cybianthus ptariensis
- Cybianthus punctatus
- Cybianthus quelchii
- Cybianthus regnellii
- Cybianthus resinosus
- Cybianthus reticulatus
- Cybianthus roraimae
- Cybianthus rostratus
- Cybianthus ruforamulus
- Cybianthus rufus
- Cybianthus rupestris
- Cybianthus schlimii
- Cybianthus schwackeanus
- Cybianthus sellowianus
- Cybianthus simplex
- Cybianthus sintenisii
- Cybianthus sipapoensis
- Cybianthus spathulifolius
- Cybianthus spicatus
- Cybianthus spichigeri
- Cybianthus sprucei
- Cybianthus stapfii
- Cybianthus steyermarkianus
- Cybianthus subspicatus
- Cybianthus sulcatus
- Cybianthus surinamensis
- Cybianthus talamancensis
- Cybianthus tamanus
- Cybianthus timanae
- Cybianthus vasquezii
- Cybianthus venezuelensis
- Cybianthus verticillatus
- Cybianthus verticilloides
- Cybianthus wurdackii